# Yeonji-dong, Jeongeup
Yeonji-dong (koreanska: 연지동) är en stadsdel i staden Jeongeup i provinsen Norra Jeolla i den sydvästra delen av  Sydkorea, 220 km söder om huvudstaden Seoul.
Stadens järnvägsstation ligger i Yeongji-dong. 